# Македонска патриотична организация „Победа“ (Торонто)
 Тази статия е за основаната през 1940 година секция.  За основаната през 1971 година секция вижте Македонска патриотична организация „Победа“ (Ийст Йорк, Торонто).  
Македонската патриотична организация „Победа“, по-късно МПО „Любен Димитров“, е секция на Македонската патриотична организация в Торонто, Канада.

## История
Настаналото разцепление сред македоно-българската емиграция в града, групирана около МПО „Правда“ и църковната община „Св. св. Кирил и Методий“, довежда до обособяване на новата секция на МПО и формирането на 1 юни 1941 година нова църковна община „Св. Георги“. По устава на МПО в един град не може да съществуват повече от една организационни секции, но ЦК на МПО признава МПО „Победа“ за легитимна, а МПО „Правда“ – не. В ръководството на новата организация влизат Васил Лексовски (председател), Тодор Вучков (подпредседател), Лазо Королов (секретар) и Никола Битов (касиер).
Организационното знаме е тържествено осветено на 17 декември 1944 година в църквата „Св. Георги“ в присъствието на президента на МПО Коста Попов. Веднага след XXV-я конгрес на МПО от септември 1946 година е избрано ново настоятелство на братството. Вместо бившия председател Никола Битов е избран Иван Репацов. Подпредседател е Христо Масин, а Тольо Скендеров е секретар.
На 9 октомври 1949 година е избрано ново настоятелство. Иван Репацев е заменен от Димитър Битов на председателския пост, подпредседател е Димитър Кръстовски, секретар е Христо Тенекев. На 20 септември 1959 година е избрано ново ръководство. Димитър Кръстевски замества Атанас Икономов като председател на организацията. Отчетени са приходи в размер на 1 млн. долара, а значителна дейност развива радиопрограмата „Гласът на Македония“ на свещеник Васил Михайлов.
На 30 октомври 1962 година МПО „Победа“ си избира председател Атанас Икономов на мястото на Христо Вражинов, а Благой Марков е избран за представител във вестник „Македонска трибуна“. На 16 февруари 1962 година в присъствието на всичките си членове МПО „Победа“ взима решение да се преименува на МПО „Любен Димитров“, в чест на починалия заслужил активист на МПО Любен Димитров. Женската секция се кръщава на името на Мара Бунева през август същата година.
Към 1971 година председател на МПО „Любен Димитров“ е Борислав Иванов, който влиза в конфликт с Иван Михайлов. На 23 април 1971 година група от по-възрастни членове на организацията се отцепват и основават МПО „Победа“ в Ийст Йорк, Торонто. На Петдесетия конгрес на МПО Иванов е изключен от нея заради „нарушения на важни уставни постановления“. На следващия Петдесет и първи конгрес на МПО през 1972 година е изключена цялата организация под предтекст, че не зачита идейните принципи на МПО. Това довежда до разрив в македоно-българската община „Св. Георги“, като църковното настоятелство уволнява свещеник Васил Михайлов.
На 10 август 1980 година МПО „Любен Димитров“ организира честване на годишнината от Илинденско-Преображенското въстание в Торонто. Председател на секцията по това време е Пандо Илиев.
По-късно организацията се ръководи от братята Пандо (1924 - 2020) и Георги (1931 - 2020) Младенови. Поради неразбирателство с ръководството на МПО в лицето на президента ѝ Борис Чалев са изключени от нея през 1995 година. Продължават активната обществена дейност и издават паралелно свой собствен вестник „Македонска трибуна“.